# Expo/Crenshaw
Expo/Crenshaw – naziemna stacja linii Expo Line metra w Los Angeles znajdująca się w Jefferson Park. Powstała w ramach pierwszego etapu budowy linii Expo, która docelowo ma dotrzeć do miasta Santa Monica. Stacji została oddana do użytku 28 kwietnia 2012 roku.

## Opis stacji
Stacja Expo/Crenshaw znajduje się pomiędzy jezdniami Exposition Bulevard na po obu stronach skrzyżowania z Crenshaw Boulevard. W latach 2016–2018 przewidziane jest powstanie łącznika (Metro Crenshaw Line) z tej stacji do lotniska LAX. Zdjęcia zdobiące stację zostały wykonane przez Willie Roberta Middlebrooka Jr..

## Połączenia autobusowe
Linie autobusowe Metro
- Metro Local: 210, 710, 740